# Wilson Boit Kipketer
Wilson Boit Kipketer (født 6. oktober 1973) er en kenyansk mellem- og langdistanceløber, mest kendt for at have deltaget i 3000 meter forhindring.
I 2003 da han skulle deltage til et løb i Stockholm i Sverige, hvor han var en af hovedattraktionerne, fik han ikke lov til at komme ind i landet af de svenske myndigheder, da han ikke havde medbragt den nødvendige legimitation.
Han er ikke relateret til den danske 800 meter løber Wilson Kipketer.

## Store bedrifter
(3000 meter forhindring)
- 1997
  - VM i atletik – Athens, Grækenland.
    - Guldmedalje

  - Verdensrekord – Zürich, Schweiz
    - 7 minutter 59.08 sekunder
- 1999
  - VM i atletik – Sevilla, Spanien
    - Sølvmedalje

  - Afrika mesterskaber – Johannesburg, Sydafrika.
    - Sølvmedalje
- 2000
  - Sommer OL – Sydney, Australien.
    - Sølvmedalje
- 2002
  - VM i atletik
    - Guldmedalje

  - Afrika mesterskaber – Tunis, Tunesien.
    - Sølvmedalje